# Dragon Ball Online
Dragon Ball Online (officiellt förkortat DBO) var ett MMORPG som utvecklades i Japan och Sydkorea av NTL. Dragon Ball Online var baserat på mangaserien Dragon Ball av Akira Toriyama. Spelets servrar stängdes ner 2013.
Dragon Ball Online utspelades på jorden, 216 år efter händelserna i mangaserien Dragon Ball.
Ett betatest av Dragon Ball Online skulle börja i Sydkorea under sommaren 2007, men blev försenat och det meddelande att det istället planerades ske under andra halvåret 2009. På en presskonferens i Sydkorea den 14 februari 2008 uttalade NTL intresse att släppa spelet globalt. Spelet blev dock återigen försenat, och släpptes inte förrän den 4 januari 2010 i Sydkorea. År 2011 släpptes spelet också i Taiwan och Hongkong. 
Spelets servrar stängdes ner i september 2013 i Sydkorea och i oktober 2013 i Taiwan och Hongkong.
Akira Toriyama arbetade med karaktärsdesignen för detta projekt i över fem år.

## Spelupplägg
Spelet gick ut på att spelaren kontrollerade en karaktär i en spelvärld där det fanns möjlighet att utforska landskap, leta efter drakkulor (se Dragon Ball), träna upp sina färdigheter i kampkonst och sträva efter att bli som krigarna i legenden, samt samspela med icke-spelarfigurer och med andra spelare. Som i de flesta MMORPG gick en del i spelet ut på att samla ihop pengar och erfarenhetspoäng för att kunna gå upp i nivå och lära sig nya förmågor.